# Parafia św. Józefa Oblubieńca Najświętszej Maryi Panny w Krzyżanowicach
Parafia św. Józefa Oblubieńca NMP w Krzyżanowicach – jedna z 10 parafii dekanatu iłżeckiego diecezji radomskiej. 

## Historia

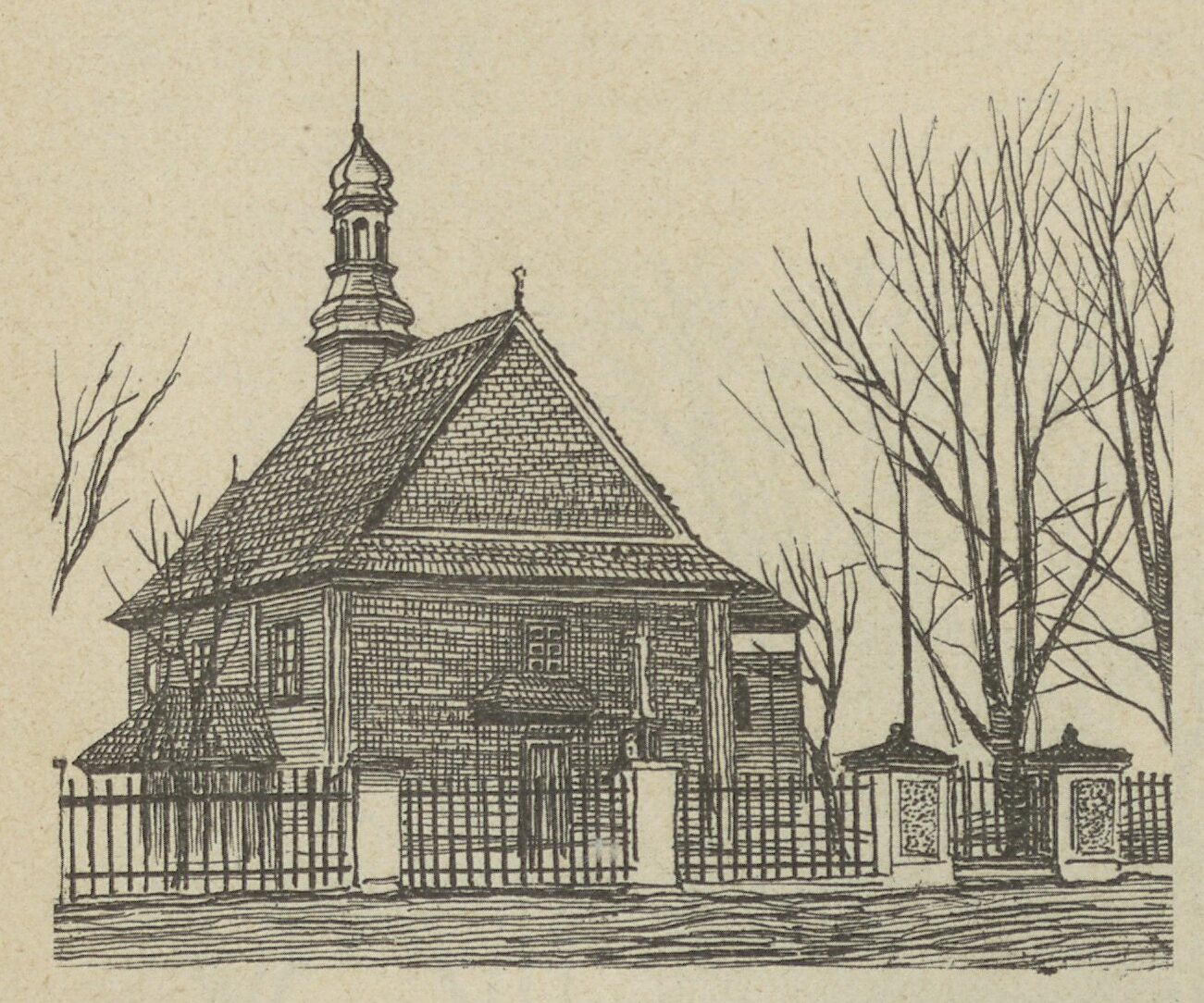
Widok starego kościoła

Krzyżanowice były gniazdem rodu Krzyżanowskich herbu Dębno. Pod koniec XVII w. przeszły na własność Lanckorońskich, potem Lisickich, Zawiszów, Bykowskich, a w XVIII w. zakupił je Roch Romer, starosta radomski. Pierwotny kościół drewniany pw. Wszystkich Świętych, z fundacji Piotra Krzyżanowskiego, łowczego sandomierskiego, pochodził z połowy XV w., a konsekrowany był przez kard. Zbigniewa Oleśnickiego. W tym też czasie prawdopodobnie powstała parafia. Kolejny kościół drewniany z 1546 uległ spaleniu w początkach XVII w. Nowa modrzewiowa świątynia została zbudowana w 1706, a do niej dobudowano murowaną kaplicę Matki Bożej. Ten kościół spłonął 24 stycznia 1936. Kościół obecny, pw. św. Józefa Oblubieńca NMP, według projektu arch. Alfonsa Pinno z Radomia i arch. Stanisława Jędrzejewskiego z Opatowa, zbudowany został w latach 1936 - 1938 staraniem ks. Juliana Dusińskiego, przy znacznym wsparciu dziedzica Krzyżanowic Henryka Chrzanowskiego. Konsekracji kościoła dokonał w 1938 bp. Paweł Kubicki. Jest to budowla w stylu neobarokowym, jednonawowa i wykonana z kamienia łamanego.

## Proboszczowie
- 1924 - 1930 - ks. Marian Folga
- 1930 - 1935 - ks. Tomasz Zadęcki
- 1935 - 1936 - ks. Julian Podwysocki.
- 1936 - 1952 - ks. Julian Dusiński
- 1952 - 1972 - ks. Tomasz Kucharczyk
- 1972 - 1986 - ks. Wojciech Mężyk
- 1986 - 1996 - ks. Jerzy Krogulec
- 1996 - 2012 - ks. Zdzisław Kałuziński
- 2012 - 2013 - ks. Aleksander Mańka
- 2013 -2019- ks. Michał Warchoł
- 2019- nadal- ks. Paweł Bukała

## Terytorium
Do parafii należą: Florencja, Gaworzyna, Jedlanka Nowa, Jedlanka Stara, Krzyżanowice, Płudnica.